# Reichenauer Hof (Ulm)

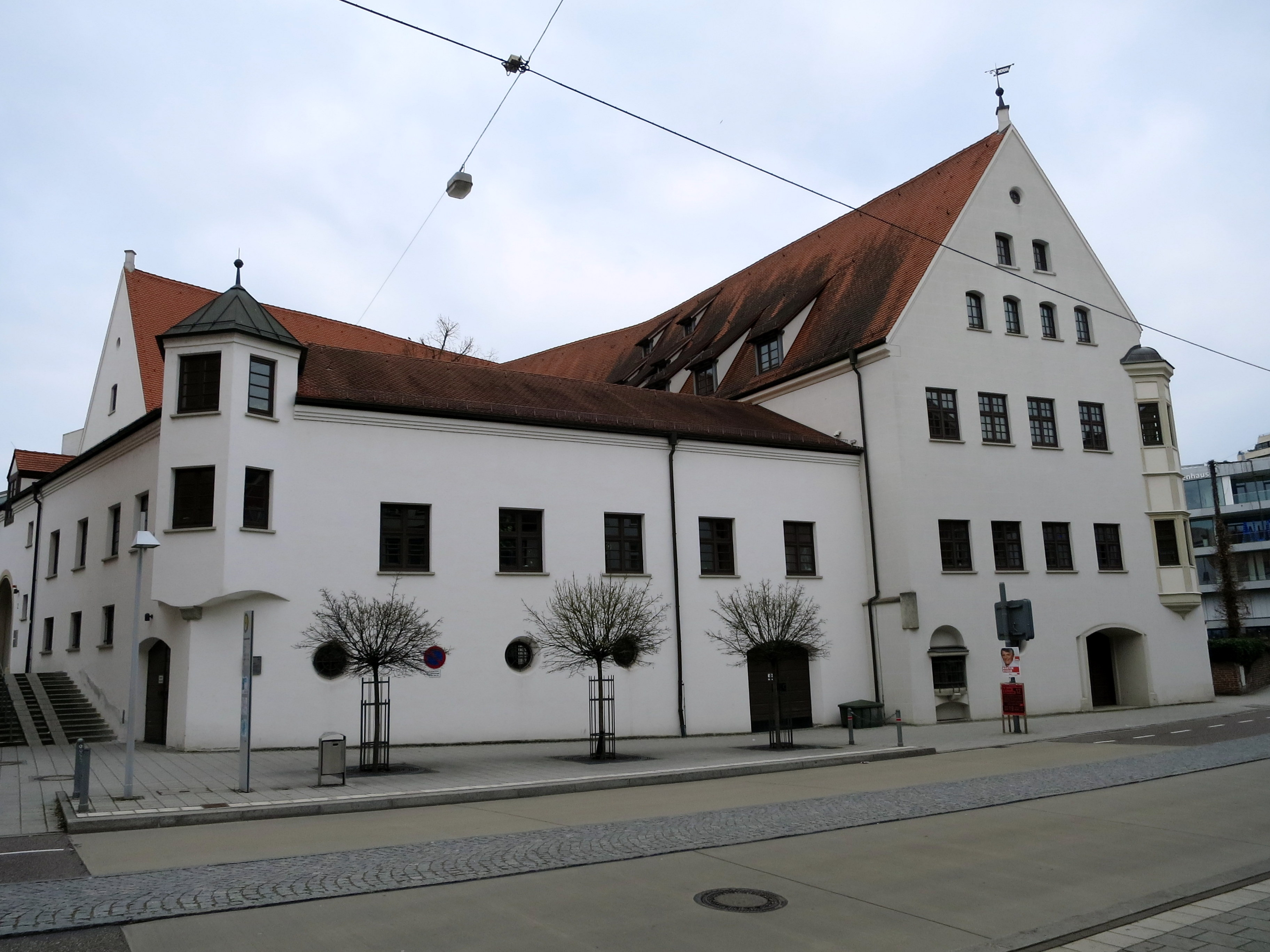
Reichenauer Hof mit seiner Straßenfront

Der Reichenauer Hof (auch: Ehinger Hof) ist ein baugeschichtlich bis in die Gotik zurückgehendes, ehemaliges Patrizierhaus in Ulm. Im Inneren birgt es im sogenannten „Meistersingersaal“ oder „Minnesängersaal“ die ältesten Fresken Ulms. Es ist ein geschütztes Kulturdenkmal nach § 2 DSchG BW.

## Geschichte
Ursprünglich gab es dort bis zur Mitte des 13. Jahrhunderts die Ulmer Niederlassung des Klosters Reichenau. Auf den ehemaligen Pfleghof des Klosters Reichenau ist die heute gängige Bezeichnung „Reichenauer Hof“ zurückzuführen. Das Kloster trieb von diesem Ort an der Donaufurt und späteren -brücke aus im Hochmittelalter Handel und Politik. Erst danach wurde er ein Patriziersitz und von den neuen Eigentümern immer wieder umgebaut.
Das auch als Ehinger Hof bezeichnete Gebäude (heutige Anschrift: Grüner Hof 2) geht auf ein um 1370 erbautes Patrizierhaus nahe der Herdbrücke über die Donau zurück, das der damalige Ulmer Bürgermeister Ludwig Krafft erbauen ließ, der in erster Ehe mit Elisabeth Ehinger († 1389) verheiratet war. Die Überreste dieses spätmittelalterlichen Baus (Meistersinger- bzw. Minnesängersaal) stellen die ältesten Teile des heutigen Gebäudes dar. Zu den späteren Besitzern zählte der Ratsherr Ulrich Ehinger (seit 1537). Er prägte in der aufkommenden deutschen Frührenaissance die heutige architektonische Gestalt. Dabei integrierte er den schon vorhandenen Minnesängersaal in den Renaissancebau, der noch heute überwiegend erhalten ist. Auf diese Zeit geht auch die Alternativbezeichnung „Ehinger Hof“ zurück. Der Ostflügel aus dem 14. Jahrhundert wurde um 1535 durch Anbauten ergänzt. Die Proportionen seiner Fassaden, die Arkaden des Innenhofes und seine Kassettendecken in den Innenräumen charakterisieren den Bau in dieser Form als frühes Zeugnis deutscher Renaissance. Mehrere Umbauten folgten. 
Zwischen 1543 und 1552 war Kaiser Karl V. fünfmal im Hause zu Gast. Später befand sich dort der Gasthof „Schwarzer Ochsen“ (bis 1786). Der heutige Hauptbaukörper erstreckt sich parallel zur Donau und besitzt einen Giebel nach Westen sowie einen südwestlichen Eckerker. 
Ab 1842 plante und koordinierte Major von Prittwitz vom Reichenauer Hof aus den Bau des nördlich der Donau gelegenen Teils der Bundesfestung Ulm, es war damals die sogenannte Kommandantur, später auch Gouvernment genannt. 

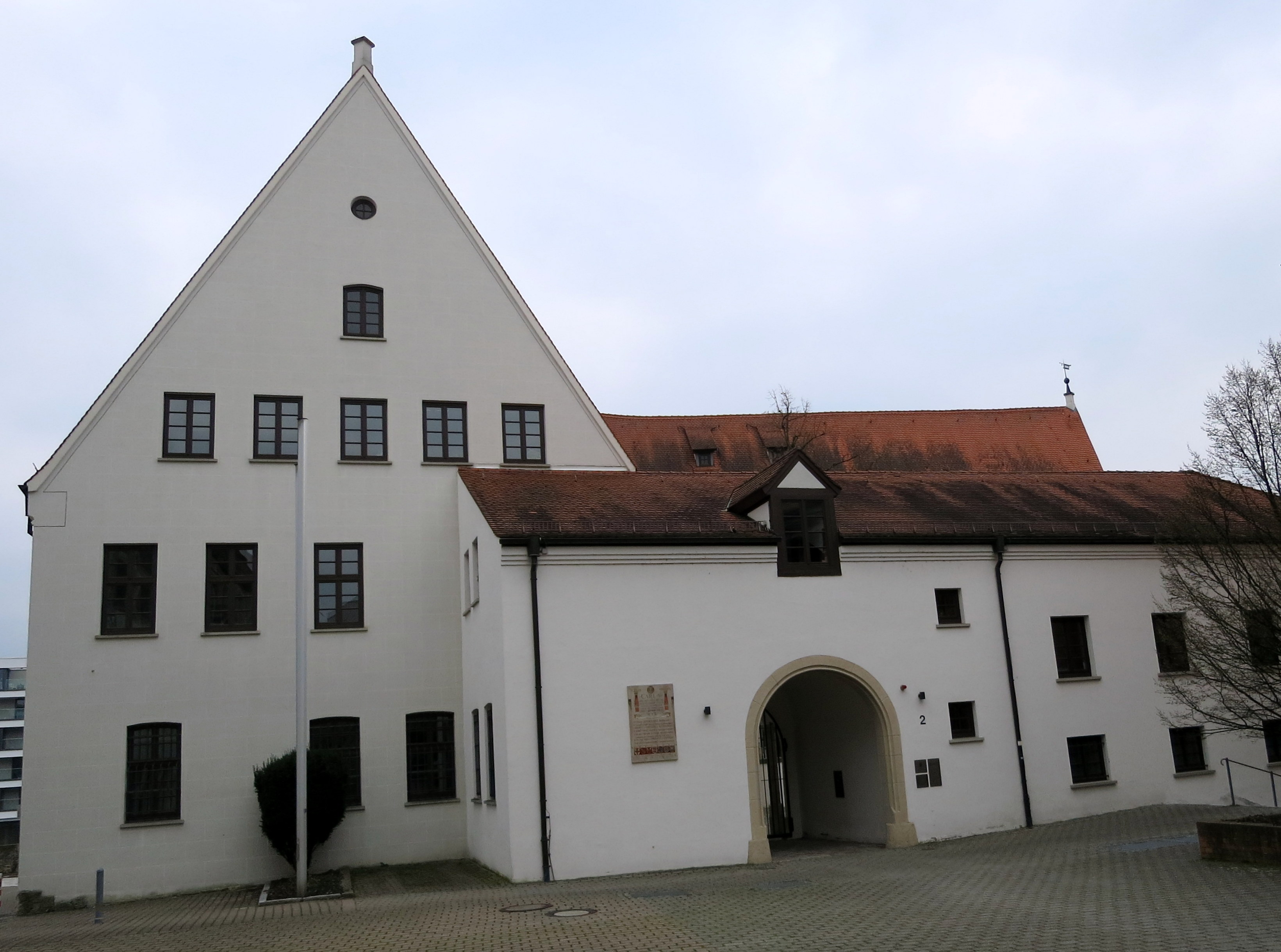
Nordseite mit der Inschriftentafel
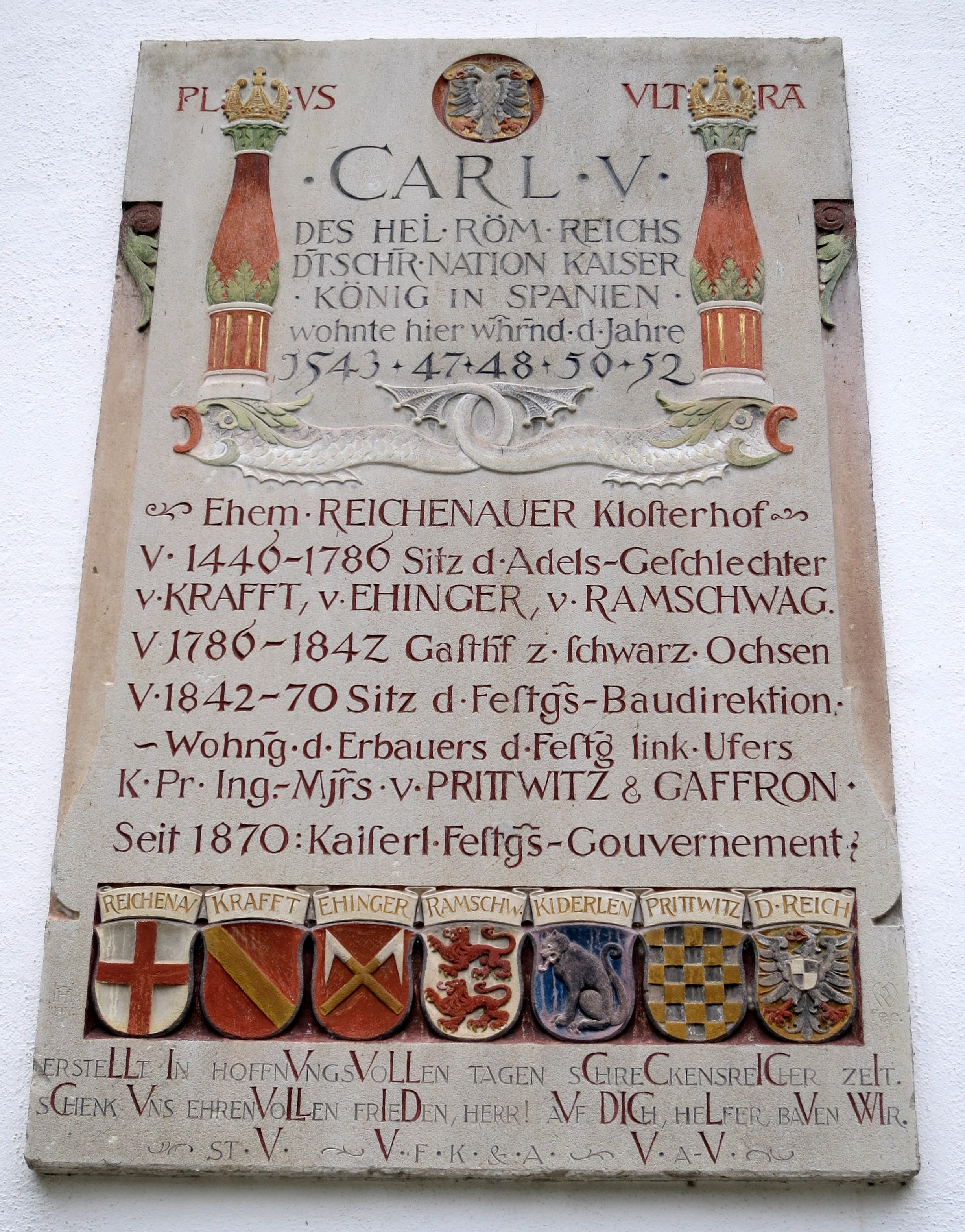
Inschriftentafel an der Nordseite
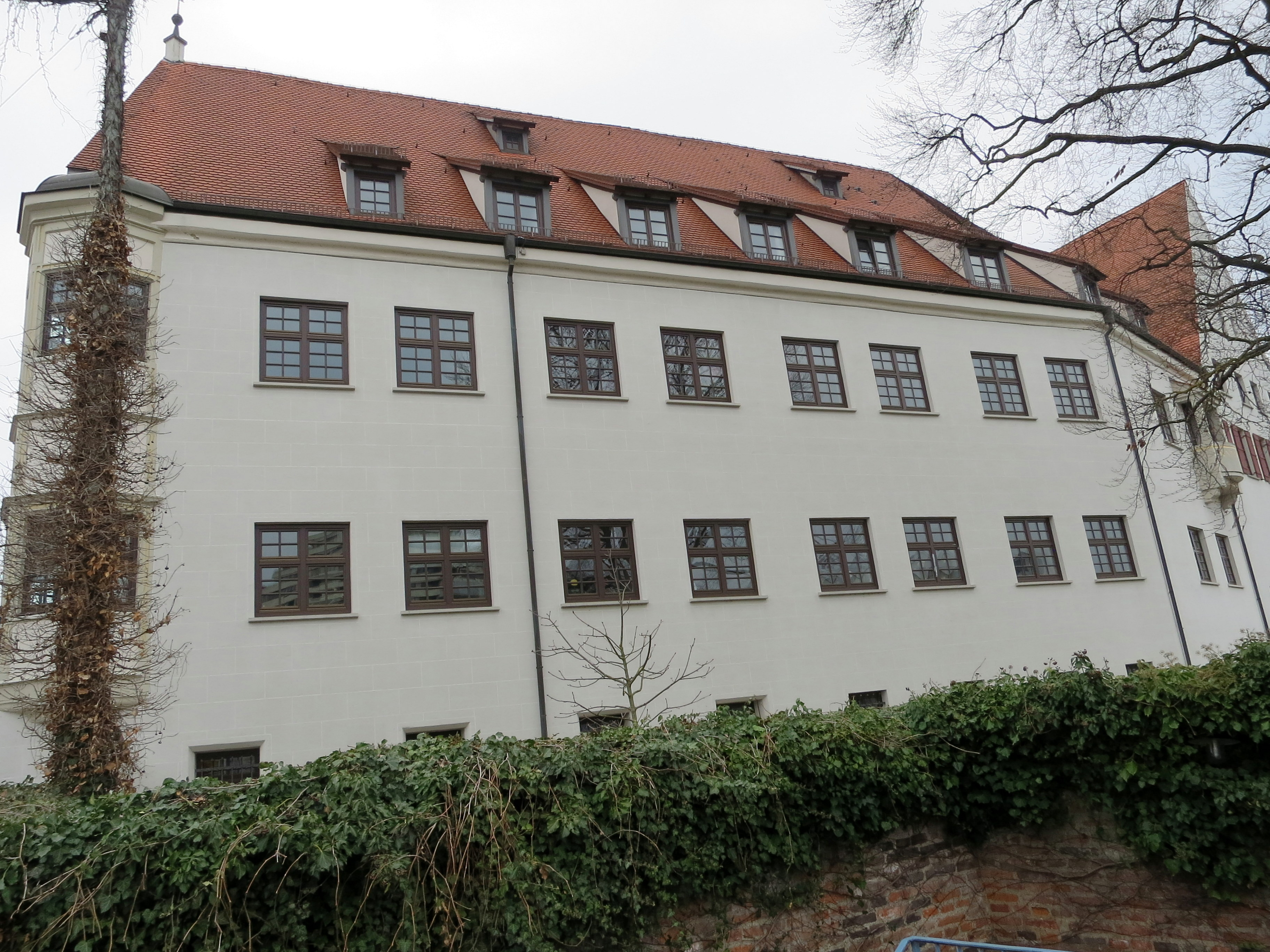
Die Traufseite zur Donau hin
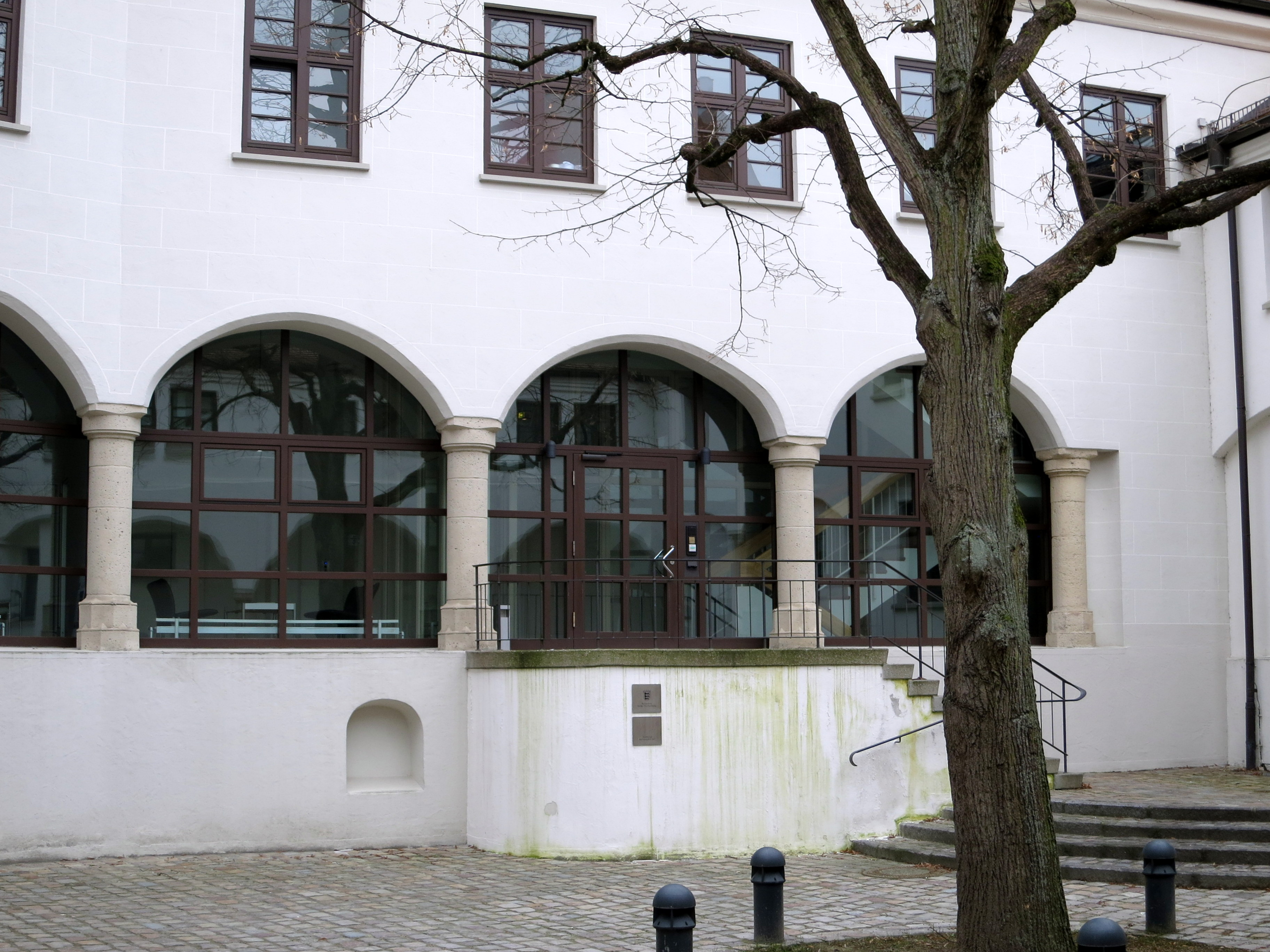
Blick in den Innenhof
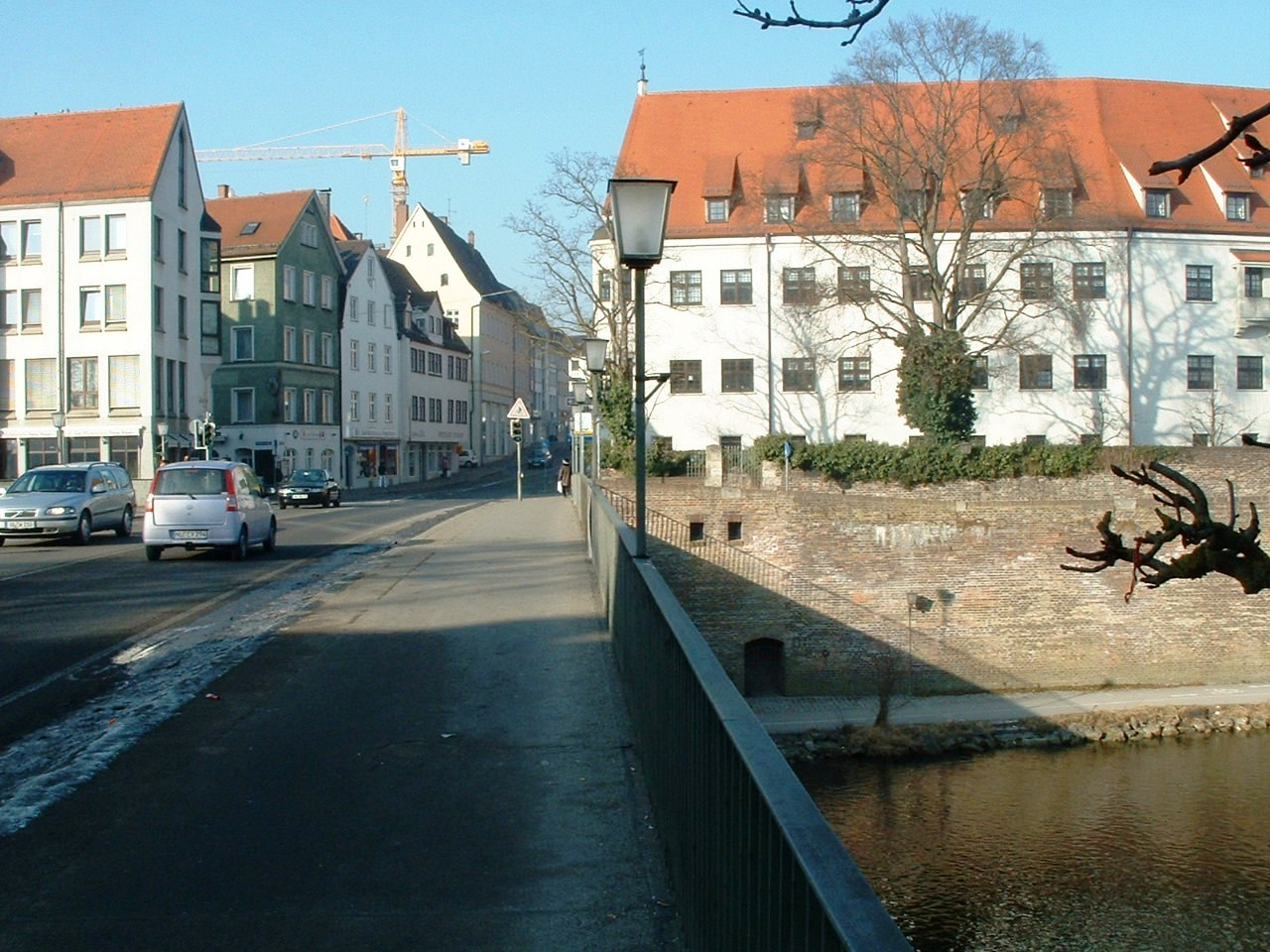
Die Herdbrücke ist gleich daneben

## Minnesängersaal
Im Ostflügel des Reichenauer Hofes befindet sich der sogenannte „Minnesängersaal“ (früher auch „Meistersingersaal“). Seine Fresken entstanden um 1370/80 und gelten als die älteste erhaltene gotische Wandmalerei Ulms. Entlang der Wände thematisieren Figuren und Spruchbänder die Liebe – die „Minne“ – in ihrer weltlichen und geistigen Form. Die Ausmalung des Saals erstreckt sich über die Wandflächen (Rankenwerk und Figuren) bis in der Sockelzone mit illusionistisch gemalten drapierten Wandbehängen. In den beiden Gewölbefeldern gibt es Wappenmedaillons mit Löwen und Adlern. Die Schlusssteine sind mit den Wappen der Geschlechter Krafft und Ehinger versehen. Die im Fensterbereich dargestellten Spielleute, die mit Pauke, Monochord, Violine und Laute ausgestattet sind, waren die Ursache, warum der Raum die Bezeichnung „Meistersingersaal“ oder „Minnesängersaal“ bekam. Allerdings wurde der Saal nicht von Meistersingern (die bei Bürgern und Handwerkern angesiedelt waren) genutzt, sondern diente Patriziern als Festsaal („Singeraum“). Ein höfischer Sängerwettstreit fand dort wohl nie statt.
Der Raum ist architektonisch wie geistig-kulturell ein Zeugnis des patrizischen Ulm und ein seltenes Beispiel weltlicher Wandmalerei des Spätmittelalters.

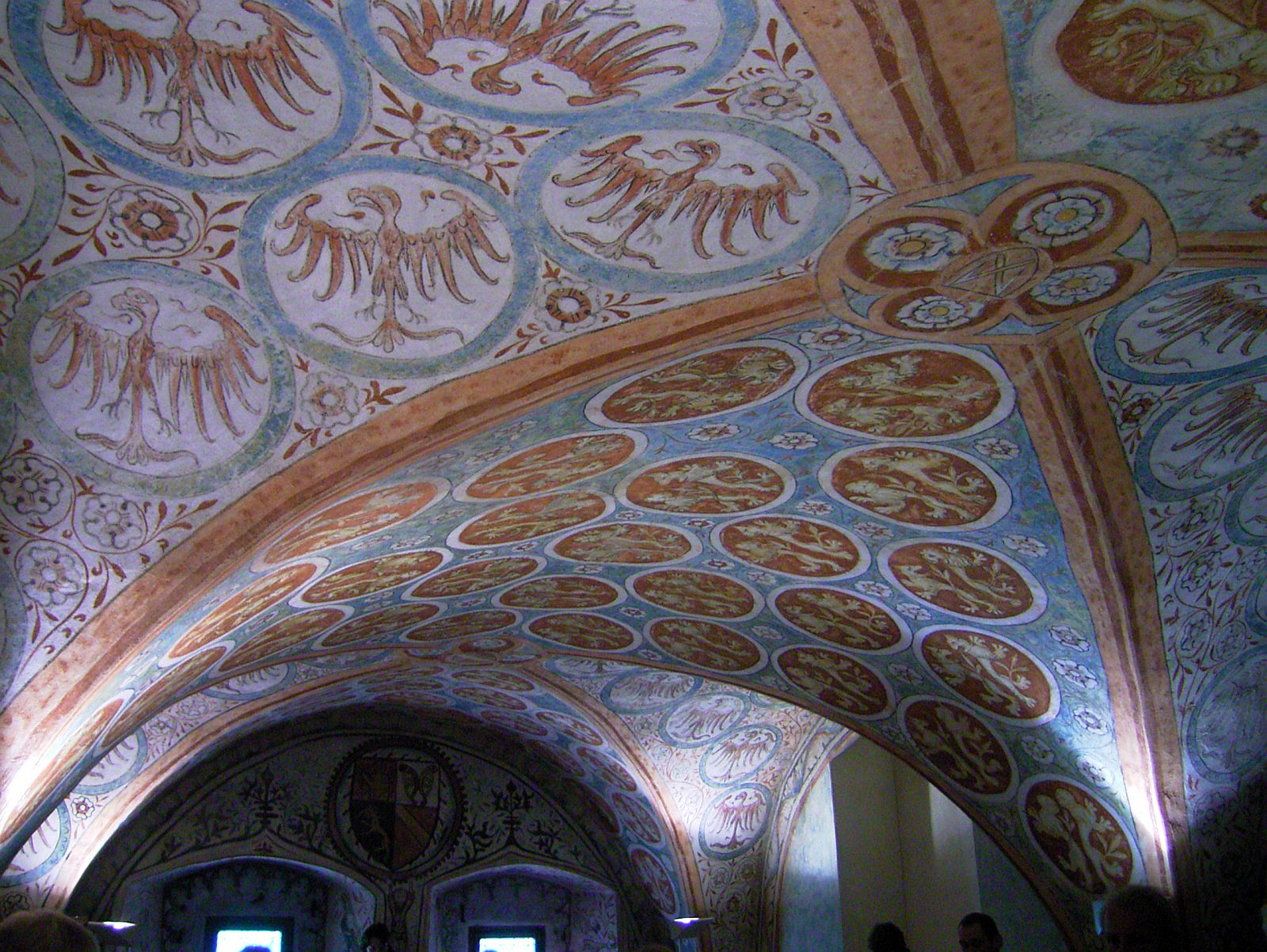
Wappenschilde über den Fenstern
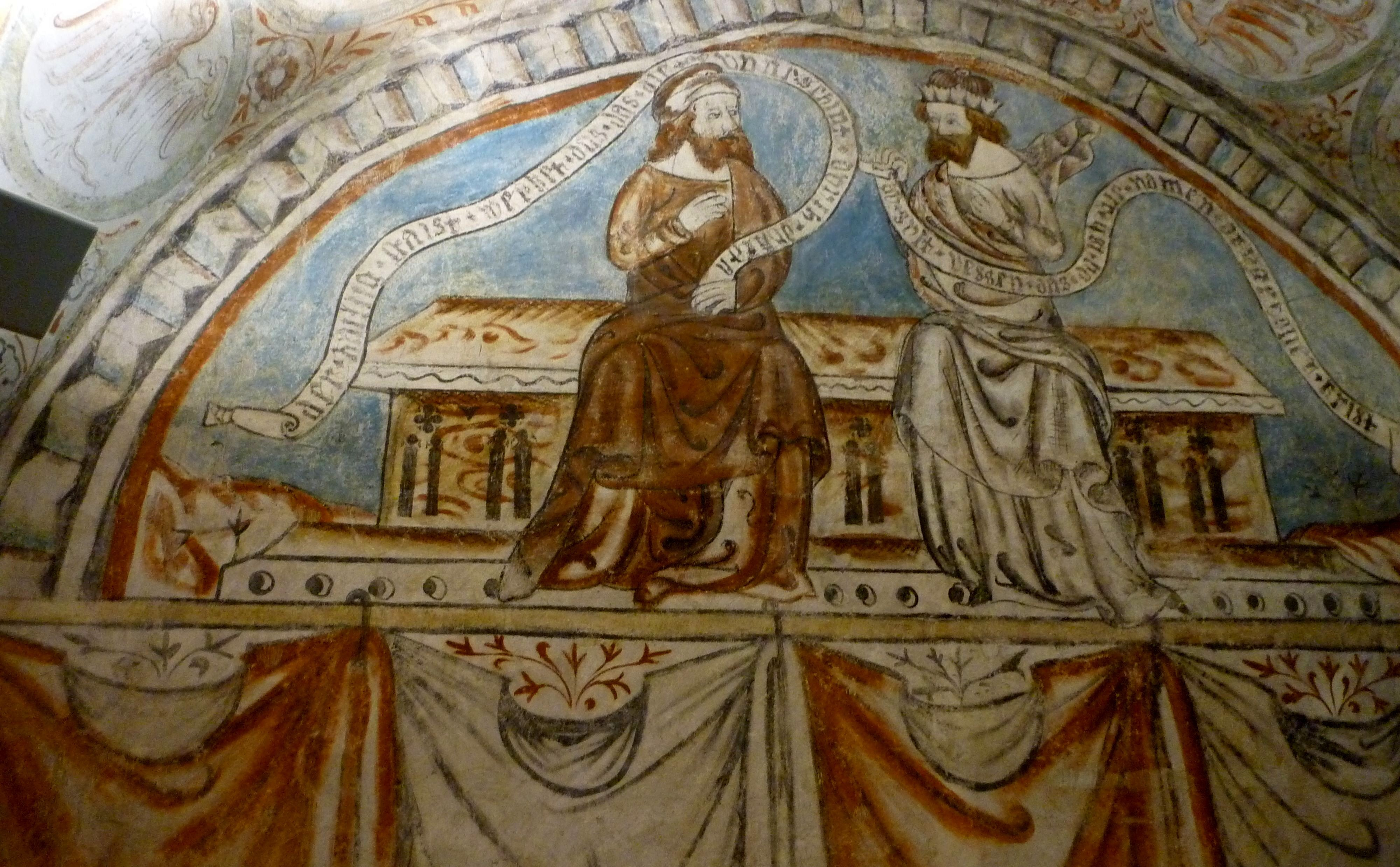
Deckenfresko
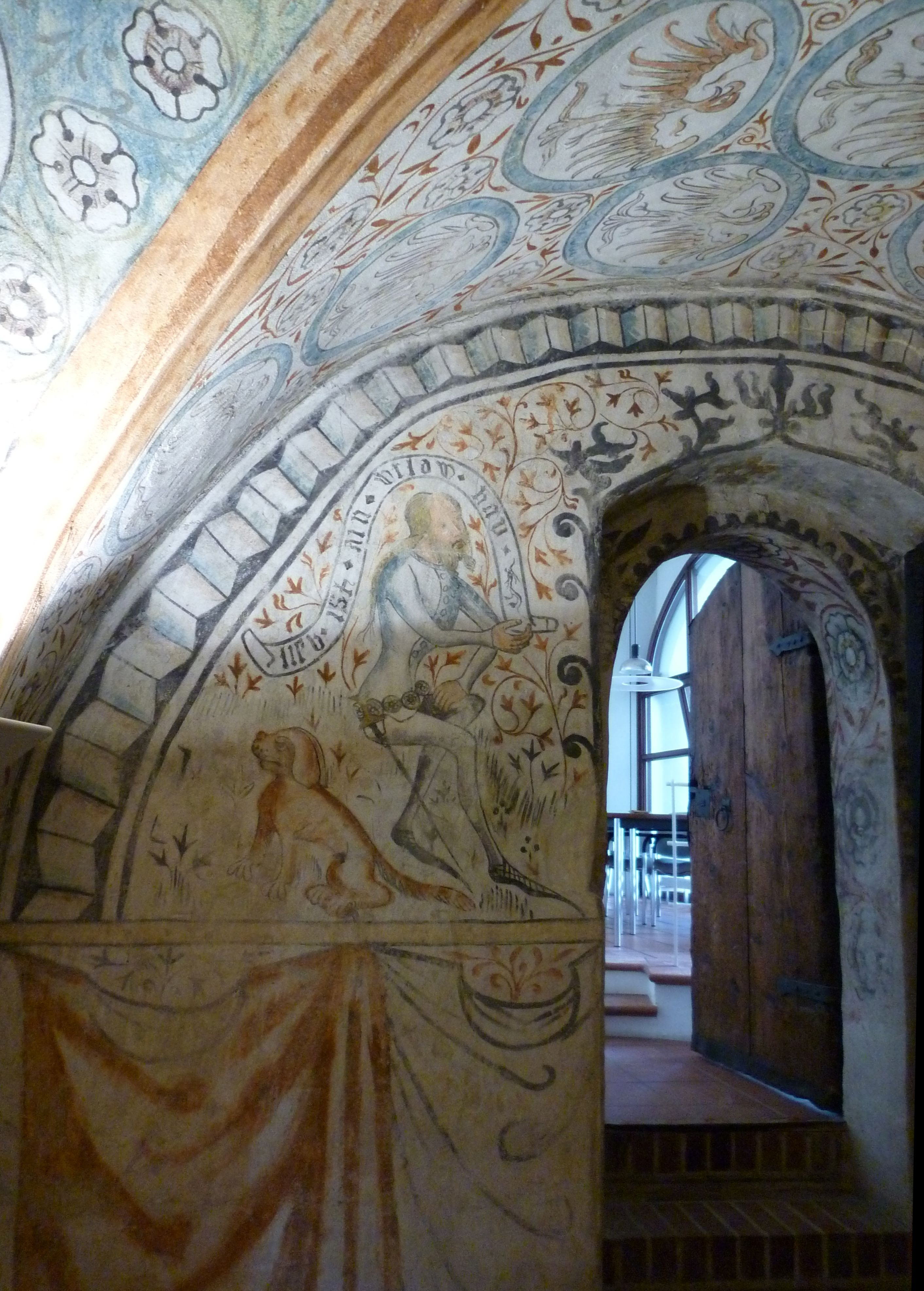
Detail des Minnesängersaals
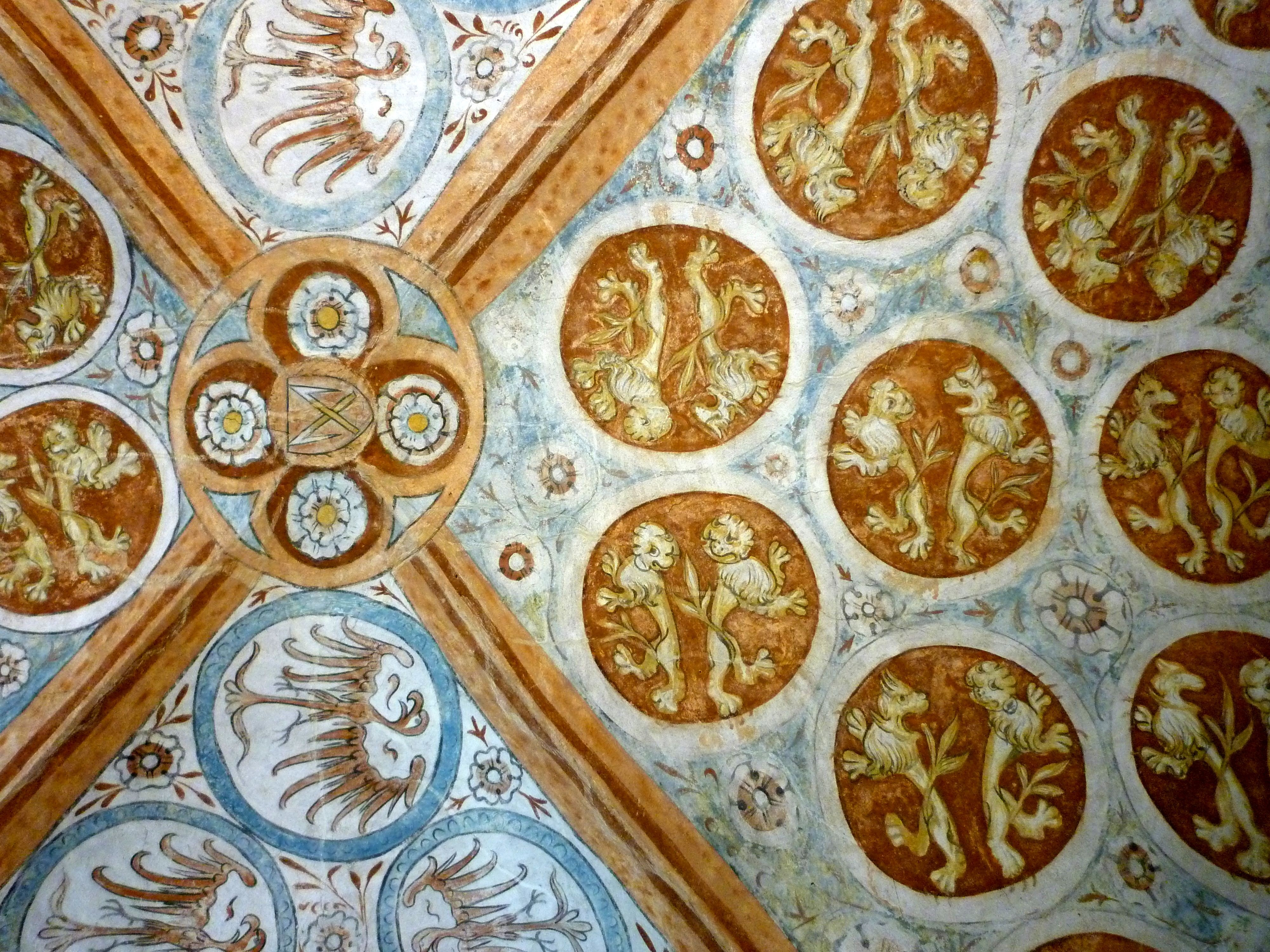
Detail der Decke des Saals
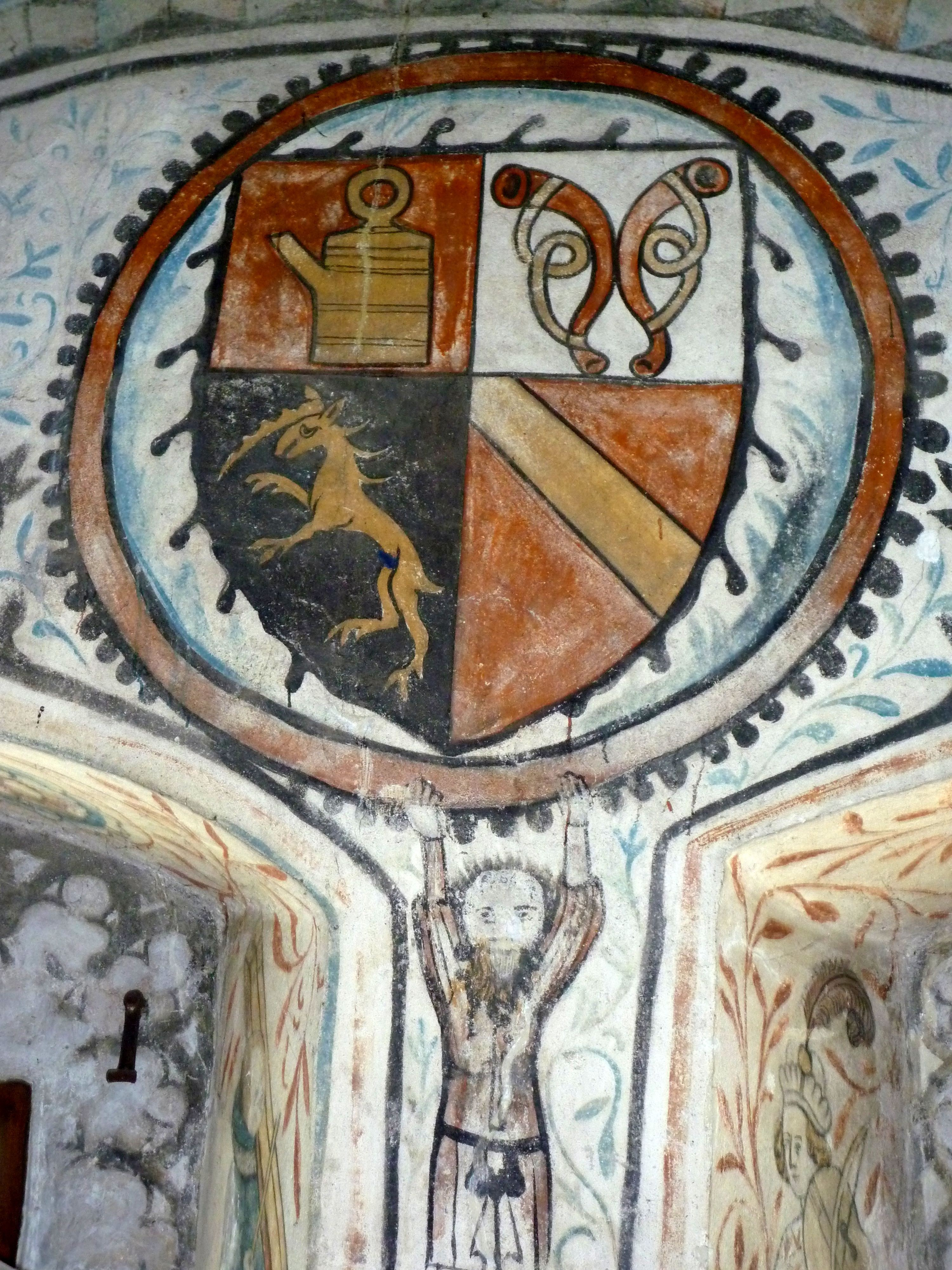
Detail des Minnesängersaals
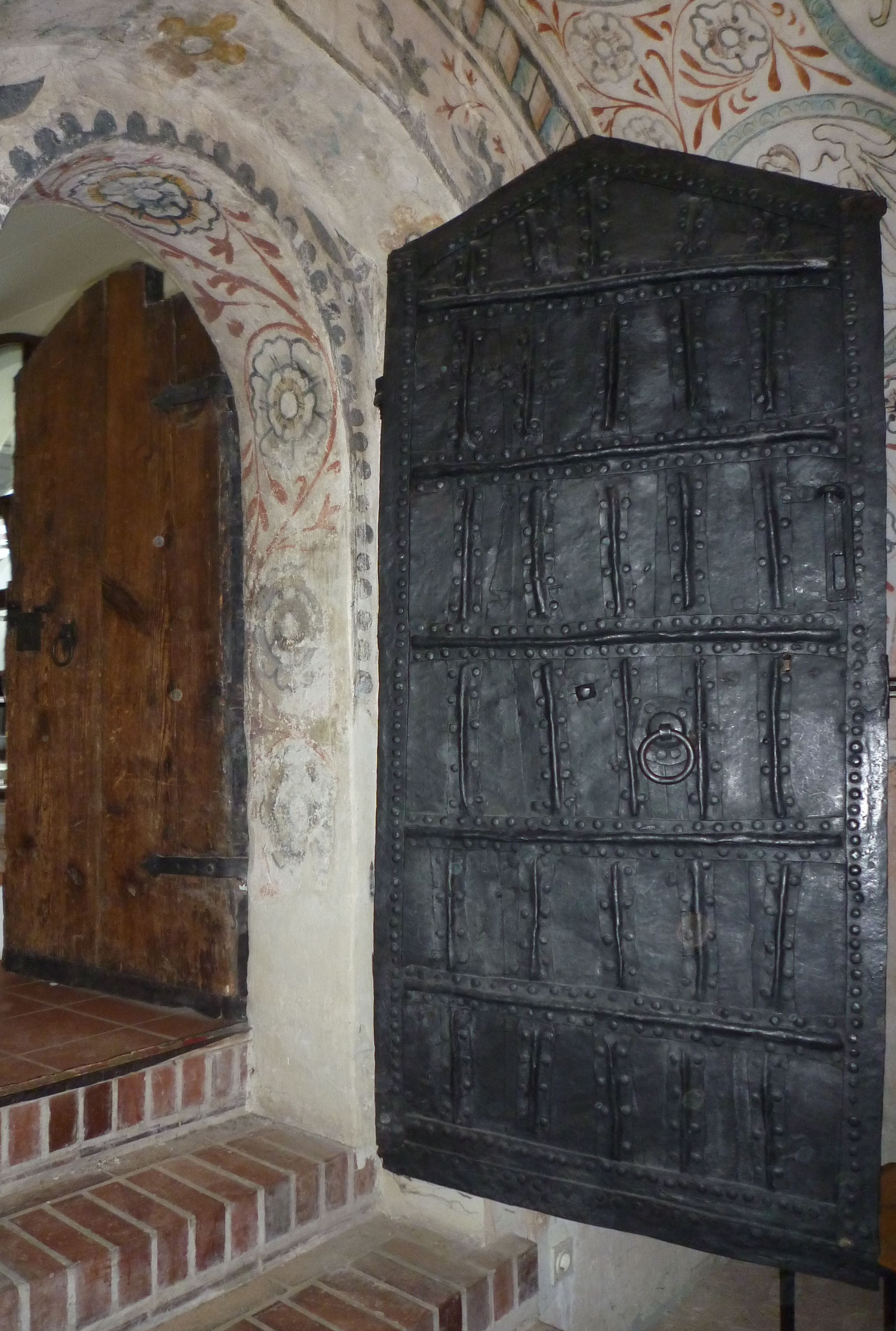
Türen im Minnesängersaal

## Zerstörungen im Zweiten Weltkrieg
Die umfangreichen Zerstörungen im Zweiten Weltkrieg erfassten auch diesen Gebäudekomplex. Die Wandmalereien des heute aus Gründen des Denkmalschutzes nicht ständig zugänglichen Saales wurden schon 1960 renoviert. 
In den Jahren 1987–1990 wurde der Reichenauer Hof insgesamt renoviert und teilweise neu gestaltet.
Das Gebäude beherbergt heute das Staatliche Hochbauamt Ulm und die Bundesanstalt für Immobilienaufgaben, die von dort aus Gebäude des Bundes von Heidenheim bis zum Bodensee betreuen.